# Collegio elettorale di Alba (Senato della Repubblica)
Il collegio di Alba fu un collegio elettorale uninominale della Repubblica Italiana appartenente alla Circoscrizione Piemonte; fu utilizzato per eleggere un senatore della Repubblica dalla I alla XIV legislatura, sebbene con forme diverse, estensioni diverse e sistemi elettorali diversi.

## Storia
Il collegio venne creato nel 1948 secondo la legge n. 29 del 6 febbraio 1948 la quale, pur basandosi sull'impianto proporzionale in vigore per la Camera, rispetto a quest'ultima conteneva alcuni piccoli correttivi in senso maggioritario. Tale legge ebbe il suo definitivo perfezionamento col Testo Unico n°361 del 1957. Differentemente dalla Camera, la legge elettorale del Senato si articolava su base regionale, seguendo il dettato costituzionale (art.57). Ogni Regione era suddivisa in tanti collegi uninominali quanti erano i seggi ad essa assegnati. All'interno di ciascun collegio, veniva eletto il candidato che avesse raggiunto il quorum del 65% delle preferenze: tale soglia, oggettivamente di difficilissimo conseguimento, tradiva l'impianto proporzionale su cui era concepito anche il sistema elettorale della Camera Alta. Qualora, come normalmente avveniva, nessun candidato avesse conseguito l'elezione, i voti di tutti i candidati venivano raggruppati in liste di partito a livello regionale, dove i seggi venivano allocati utilizzando il metodo D'Hondt delle maggiori medie statistiche e quindi, all'interno di ciascuna lista, venivano dichiarati eletti i candidati con le migliori percentuali di preferenza.
Nel 1993, con la cosiddetta Legge Mattarella (Legge n. 276, Norme per l'elezione del Senato della Repubblica), attuata in seguito al referendum abrogativo del 1993, venne istituito per la Camera dei deputati e per il Senato della Repubblica un sistema di elezione misto, in parte maggioritario e in parte proporzionale. Il 75% dei parlamentari dell'assemblea veniva eletto in collegi uninominali tramite sistema maggioritario a turno unico; il restante 25% al Senato veniva eletto tramite recupero proporzionale dei più votati non eletti attraverso un meccanismo di calcolo denominato "scorporo", cioè sottraendo dal conteggio dei voti totali di una lista nella parte proporzionale i voti ottenuti dai candidati collegati alla medesima lista che erano eletti nei collegi uninominali con il sistema maggioritario.
Il collegio venne abolito insieme a tutti gli altri che costituivano il Senato con la promulgazione della legge elettorale successiva, la cosiddetta Legge Calderoli. Questa prevedeva un sistema proporzionale con premio di maggioranza, che al Senato veniva attribuito a livello regionale.

## 1948-1993

### Territorio
Il collegio di Alba era uno dei 17 collegi uninominali in cui era suddiviso il Piemonte; comprendeva i seguenti comuni: Alba, Albaretto della Torre, Arguello, Baldissero d'Alba, Barbaresco, Barolo, Benevello, Bergolo, Borgomale, Bosia, Bra, Camo, Canale, Caramagna Piemonte, Casalgrasso, Castagnito, Castellinaldo d'Alba, Castiglione Falletto, Castiglione Tinella, Castino, Cavallerleone, Cavallermaggiore, Ceresole d'Alba, Cervere, Cherasco, Cissone, Corneliano d'Alba, Cortemilia, Cossano Belbo, Cravanzana, Diano d'Alba, Faule, Govone, Guarene, La Morra, Lequio Berria, Levice, Magliano Alfieri, Mango, Marene, Monasterolo di Savigliano, Monchiero, Montà, Montaldo Roero, Montelupo Albese, Monteu Roero, Monticello d'Alba, Murello, Neive, Neviglie, Novello, Perletto, Piobesi d'Alba, Pocapaglia, Polonghera, Priocca, Racconigi, Rocchetta Belbo, Roddi, Rodello, Ruffia, San Benedetto Belbo, Sanfrè, Santa Vittoria d'Alba, Santo Stefano Belbo, Santo Stefano Roero, Savigliano, Scarnafigi, Serralunga d'Alba, Sinio, Sommariva del Bosco, Sommariva Perno, Torre Bormida, Torre San Giorgio, Trezzo Tinella, Verduno, Vezza d'Alba e Villanova Solaro.

### Dati elettorali

#### I legislatura
|                                                                                | Giovanni Sartori ✔️ Eletto | Democrazia Cristiana           | 63 416  | 61,16 |  |  |  |  |  |
|                                                                                | Ermenegildo Massarino      | Partito dei Contadini d'Italia | 12 293  | 11,86 |  |  |  |  |  |
|                                                                                | Giuseppe Scaglione         | Fronte Democratico Popolare    | 11 824  | 11,40 |  |  |  |  |  |
|                                                                                | Guido Chiampo              | Unità Socialista               | 9 636   | 9,29  |  |  |  |  |  |
|                                                                                | Bartolomeo Boglione        | Blocco Nazionale               | 6 513   | 6,28  |  |  |  |  |  |
| Totale                                                                         | Totale                     | Totale                         | 103 682 | 100   |  |  |  |  |  |
|                                                                                |                            |                                |         |       |  |  |  |  |  |
| Voti non validi                                                                | Voti non validi            | Voti non validi                | 5 665   | 5,18  |  |  |  |  |  |
| Votanti                                                                        | Votanti                    | Votanti                        | 109 347 | 93,19 |  |  |  |  |  |
| Elettori                                                                       | Elettori                   | Elettori                       | 117 343 |       |  |  |  |  |  |
|                                                                                |                            |                                |         |       |  |  |  |  |  |
| Nota: quorum del 65% non raggiunto; ripartizione dei seggi a livello regionale |                            |                                |         |       |  |  |  |  |  |
| Data: 18 aprile 1948                                                           |                            |                                |         |       |  |  |  |  |  |
| Fonte: Ministero dell'interno                                                  |                            |                                |         |       |  |  |  |  |  |

#### II legislatura
|                                                                                | Giovanni Sartori ✔️ Eletto | Democrazia Cristiana                    | 53 631  | 51,97 |  |  |  |  |  |
|                                                                                | Ermenegildo Massarini      | Partito Nazionale Monarchico            | 9 982   | 9,67  |  |  |  |  |  |
|                                                                                | Francesco Oddero           | Partito Liberale Italiano               | 8 620   | 8,35  |  |  |  |  |  |
|                                                                                | Mario Franco               | Partito Comunista Italiano              | 8 366   | 8,11  |  |  |  |  |  |
|                                                                                | Giacomo Boeris             | Partito dei Contadini d'Italia          | 7 769   | 7,53  |  |  |  |  |  |
|                                                                                | Guido Chiampo              | Partito Socialista Democratico Italiano | 7 469   | 7,24  |  |  |  |  |  |
|                                                                                | Ferdinando Ambre           | Partito Socialista Italiano             | 6 121   | 5,93  |  |  |  |  |  |
|                                                                                | Renato Sardo               | Movimento Sociale Italiano              | 1 231   | 1,19  |  |  |  |  |  |
| Totale                                                                         | Totale                     | Totale                                  | 103 189 | 100   |  |  |  |  |  |
|                                                                                |                            |                                         |         |       |  |  |  |  |  |
| Voti non validi                                                                | Voti non validi            | Voti non validi                         | 6 198   | 5,67  |  |  |  |  |  |
| Votanti                                                                        | Votanti                    | Votanti                                 | 109 387 | 93,62 |  |  |  |  |  |
| Elettori                                                                       | Elettori                   | Elettori                                | 116 838 |       |  |  |  |  |  |
|                                                                                |                            |                                         |         |       |  |  |  |  |  |
| Nota: quorum del 65% non raggiunto; ripartizione dei seggi a livello regionale |                            |                                         |         |       |  |  |  |  |  |
| Data: 7 giugno 1953                                                            |                            |                                         |         |       |  |  |  |  |  |
| Fonte: Ministero dell'interno                                                  |                            |                                         |         |       |  |  |  |  |  |

#### III legislatura
|                                                                                | Giovanni Sartori ✔️ Eletto | Democrazia Cristiana                       | 55 542  | 53,67 |  |  |  |  |  |
|                                                                                | Bernardo Fino              | Partito Socialista Democratico Italiano    | 10 173  | 9,83  |  |  |  |  |  |
|                                                                                | Mario Nada                 | Partito Socialista Italiano                | 9 382   | 9,07  |  |  |  |  |  |
|                                                                                | Lorenzo Borro              | Partito Liberale Italiano                  | 8 184   | 7,91  |  |  |  |  |  |
|                                                                                | Giuseppe Prunotto          | Partito Comunista Italiano                 | 5 409   | 5,23  |  |  |  |  |  |
|                                                                                | Erberto Mortata            | Partito Nazionale Monarchico               | 4 663   | 4,51  |  |  |  |  |  |
|                                                                                | Ermenegildo Massarino      | Movimento Comunità                         | 4 630   | 4,47  |  |  |  |  |  |
|                                                                                | Enrico Giuliano            | Movimento Autonomista Regionale Piemontese | 3 404   | 3,29  |  |  |  |  |  |
|                                                                                | Paolo Bondi                | Movimento Rurale                           | 1 300   | 1,26  |  |  |  |  |  |
|                                                                                | Osvaldo Alessi             | Partito Monarchico Popolare                | 798     | 0,77  |  |  |  |  |  |
| Totale                                                                         | Totale                     | Totale                                     | 103 485 | 100   |  |  |  |  |  |
|                                                                                |                            |                                            |         |       |  |  |  |  |  |
| Voti non validi                                                                | Voti non validi            | Voti non validi                            | 6 046   | 5,52  |  |  |  |  |  |
| Votanti                                                                        | Votanti                    | Votanti                                    | 109 531 | 95,10 |  |  |  |  |  |
| Elettori                                                                       | Elettori                   | Elettori                                   | 115 178 |       |  |  |  |  |  |
|                                                                                |                            |                                            |         |       |  |  |  |  |  |
| Nota: quorum del 65% non raggiunto; ripartizione dei seggi a livello regionale |                            |                                            |         |       |  |  |  |  |  |
| Data: 25 maggio 1958                                                           |                            |                                            |         |       |  |  |  |  |  |
| Fonte: Ministero dell'interno                                                  |                            |                                            |         |       |  |  |  |  |  |

#### IV legislatura
|                                                                                | Osvaldo Cagnasso ✔️ Eletto | Democrazia Cristiana                    | 57 665  | 55,73 |  |  |  |  |  |
|                                                                                | Lorenzo Borro              | Partito Liberale Italiano               | 14 467  | 13,98 |  |  |  |  |  |
|                                                                                | N. Enrichens               | Partito Socialista Democratico Italiano | 11 120  | 10,75 |  |  |  |  |  |
|                                                                                | A. Chiavero                | Partito Socialista Italiano             | 9 955   | 9,62  |  |  |  |  |  |
|                                                                                | P. Panero                  | Partito Comunista Italiano              | 7 585   | 7,33  |  |  |  |  |  |
|                                                                                | G. Donegani                | Movimento Sociale Italiano              | 2 677   | 2,59  |  |  |  |  |  |
| Totale                                                                         | Totale                     | Totale                                  | 103 469 | 100   |  |  |  |  |  |
|                                                                                |                            |                                         |         |       |  |  |  |  |  |
| Voti non validi                                                                | Voti non validi            | Voti non validi                         | 7 174   | 6,48  |  |  |  |  |  |
| Votanti                                                                        | Votanti                    | Votanti                                 | 110 643 | 95,42 |  |  |  |  |  |
| Elettori                                                                       | Elettori                   | Elettori                                | 115 953 |       |  |  |  |  |  |
|                                                                                |                            |                                         |         |       |  |  |  |  |  |
| Nota: quorum del 65% non raggiunto; ripartizione dei seggi a livello regionale |                            |                                         |         |       |  |  |  |  |  |
| Data: 28 aprile 1963                                                           |                            |                                         |         |       |  |  |  |  |  |
| Fonte: Ministero dell'interno                                                  |                            |                                         |         |       |  |  |  |  |  |

#### V legislatura
|                                                                                | Osvaldo Cagnasso ✔️ Eletto | Democrazia Cristiana          | 56 434  | 53,09 |  |  |  |  |  |
|                                                                                | N. Enrichens               | PSI-PSDI Unificati            | 19 339  | 18,19 |  |  |  |  |  |
|                                                                                | Lorenzo Borro              | Partito Liberale Italiano     | 12 058  | 11,34 |  |  |  |  |  |
|                                                                                | L. Borgna                  | PCI-PSIUP                     | 11 466  | 10,79 |  |  |  |  |  |
|                                                                                | G. Cerruti                 | Partito Repubblicano Italiano | 4 999   | 4,70  |  |  |  |  |  |
|                                                                                | S. Perillo                 | Movimento Sociale Italiano    | 2 001   | 1,88  |  |  |  |  |  |
| Totale                                                                         | Totale                     | Totale                        | 106 297 | 100   |  |  |  |  |  |
|                                                                                |                            |                               |         |       |  |  |  |  |  |
| Voti non validi                                                                | Voti non validi            | Voti non validi               | 7 245   | 6,38  |  |  |  |  |  |
| Votanti                                                                        | Votanti                    | Votanti                       | 113 542 | 96,45 |  |  |  |  |  |
| Elettori                                                                       | Elettori                   | Elettori                      | 117 723 |       |  |  |  |  |  |
|                                                                                |                            |                               |         |       |  |  |  |  |  |
| Nota: quorum del 65% non raggiunto; ripartizione dei seggi a livello regionale |                            |                               |         |       |  |  |  |  |  |
| Data: 19 maggio 1968                                                           |                            |                               |         |       |  |  |  |  |  |
| Fonte: Ministero dell'interno                                                  |                            |                               |         |       |  |  |  |  |  |

#### VI legislatura
|                                                                                | Adolfo Sarti ✔️ Eletto | Democrazia Cristiana                    | 60 726  | 54,70 |  |  |  |  |  |
|                                                                                | F. Brizio              | Partito Socialista Italiano             | 14 501  | 13,06 |  |  |  |  |  |
|                                                                                | G. Trucco              | PCI-PSIUP                               | 11 033  | 9,94  |  |  |  |  |  |
|                                                                                | C. Dotta               | Partito Socialista Democratico Italiano | 8 679   | 7,82  |  |  |  |  |  |
|                                                                                | A. Lorenzoni           | Partito Liberale Italiano               | 7 824   | 7,05  |  |  |  |  |  |
|                                                                                | N. Enrichens           | Partito Repubblicano Italiano           | 5 861   | 5,28  |  |  |  |  |  |
|                                                                                | A. Borda               | Movimento Sociale Italiano              | 2 398   | 2,16  |  |  |  |  |  |
| Totale                                                                         | Totale                 | Totale                                  | 111 022 | 100   |  |  |  |  |  |
|                                                                                |                        |                                         |         |       |  |  |  |  |  |
| Voti non validi                                                                | Voti non validi        | Voti non validi                         | 5 979   | 5,11  |  |  |  |  |  |
| Votanti                                                                        | Votanti                | Votanti                                 | 117 001 | 96,96 |  |  |  |  |  |
| Elettori                                                                       | Elettori               | Elettori                                | 120 670 |       |  |  |  |  |  |
|                                                                                |                        |                                         |         |       |  |  |  |  |  |
| Nota: quorum del 65% non raggiunto; ripartizione dei seggi a livello regionale |                        |                                         |         |       |  |  |  |  |  |
| Data: 7 maggio 1972                                                            |                        |                                         |         |       |  |  |  |  |  |
| Fonte: Ministero dell'interno                                                  |                        |                                         |         |       |  |  |  |  |  |

#### VII legislatura
|                                                                                | Adolfo Sarti ✔️ Eletto | Democrazia Cristiana                    | 64 608  | 57,00 |  |  |  |  |  |
|                                                                                | Giuseppe Trucco        | Partito Comunista Italiano              | 18 696  | 16,49 |  |  |  |  |  |
|                                                                                | Paolo Farinetti        | Partito Socialista Italiano             | 10 769  | 9,50  |  |  |  |  |  |
|                                                                                | Bruno Visentini        | Partito Repubblicano Italiano           | 6 556   | 5,78  |  |  |  |  |  |
|                                                                                | Siro Dessi             | Partito Socialista Democratico Italiano | 5 287   | 4,66  |  |  |  |  |  |
|                                                                                | Raoul Rossi            | Partito Liberale Italiano               | 4 104   | 3,62  |  |  |  |  |  |
|                                                                                | Roberto Sardo          | Movimento Sociale Italiano              | 2 334   | 2,06  |  |  |  |  |  |
|                                                                                | Gustavo Comba          | Partito Radicale                        | 1 000   | 0,88  |  |  |  |  |  |
| Totale                                                                         | Totale                 | Totale                                  | 113 354 | 100   |  |  |  |  |  |
|                                                                                |                        |                                         |         |       |  |  |  |  |  |
| Voti non validi                                                                | Voti non validi        | Voti non validi                         | 5 899   | 4,95  |  |  |  |  |  |
| Votanti                                                                        | Votanti                | Votanti                                 | 119 253 | 96,31 |  |  |  |  |  |
| Elettori                                                                       | Elettori               | Elettori                                | 123 822 |       |  |  |  |  |  |
|                                                                                |                        |                                         |         |       |  |  |  |  |  |
| Nota: quorum del 65% non raggiunto; ripartizione dei seggi a livello regionale |                        |                                         |         |       |  |  |  |  |  |
| Data: 20 giugno 1976                                                           |                        |                                         |         |       |  |  |  |  |  |
| Fonte: Ministero dell'interno                                                  |                        |                                         |         |       |  |  |  |  |  |

#### VIII legislatura
|                                                                                | Adolfo Sarti ✔️ Eletto | Democrazia Cristiana                         | 60 826  | 54,62 |  |  |  |  |  |
|                                                                                | G. Marinetti           | Partito Comunista Italiano                   | 17 410  | 15,63 |  |  |  |  |  |
|                                                                                | L. Beccaria Rolfi      | Partito Socialista Italiano                  | 8 269   | 7,43  |  |  |  |  |  |
|                                                                                | Bruno Visentini        | Partito Repubblicano Italiano                | 7 371   | 6,62  |  |  |  |  |  |
|                                                                                | L. Incisa di Camerana  | Partito Liberale Italiano                    | 6 373   | 5,72  |  |  |  |  |  |
|                                                                                | E. Bandiera            | Partito Socialista Democratico Italiano      | 6 241   | 5,60  |  |  |  |  |  |
|                                                                                | G. Donadei             | Partito Radicale                             | 2 055   | 1,85  |  |  |  |  |  |
|                                                                                | A. Rosso               | Movimento Sociale Italiano                   | 1 994   | 1,79  |  |  |  |  |  |
|                                                                                | S. Perillo             | Costituente di Destra - Democrazia Nazionale | 817     | 0,73  |  |  |  |  |  |
| Totale                                                                         | Totale                 | Totale                                       | 111 356 | 100   |  |  |  |  |  |
|                                                                                |                        |                                              |         |       |  |  |  |  |  |
| Voti non validi                                                                | Voti non validi        | Voti non validi                              | 8 808   | 7,33  |  |  |  |  |  |
| Votanti                                                                        | Votanti                | Votanti                                      | 120 164 | 94,95 |  |  |  |  |  |
| Elettori                                                                       | Elettori               | Elettori                                     | 126 551 |       |  |  |  |  |  |
|                                                                                |                        |                                              |         |       |  |  |  |  |  |
| Nota: quorum del 65% non raggiunto; ripartizione dei seggi a livello regionale |                        |                                              |         |       |  |  |  |  |  |
| Data: 3 giugno 1979                                                            |                        |                                              |         |       |  |  |  |  |  |
| Fonte: Ministero dell'interno                                                  |                        |                                              |         |       |  |  |  |  |  |

#### IX legislatura
|                                                                                | Anna Gabriella Ceccatelli ✔️ Eletta | Democrazia Cristiana                    | 48 444  | 44,49 |  |  |  |  |  |
|                                                                                | Gian Carlo Bongiovanni              | Partito Comunista Italiano              | 16 607  | 15,25 |  |  |  |  |  |
|                                                                                | Bruno Visentini                     | Partito Repubblicano Italiano           | 10 242  | 9,41  |  |  |  |  |  |
|                                                                                | Luigi Incisa di Camerana            | Partito Liberale Italiano               | 9 783   | 8,98  |  |  |  |  |  |
|                                                                                | Claudio Sandri                      | Partito Socialista Italiano             | 8 714   | 8,00  |  |  |  |  |  |
|                                                                                | Mario Rubatto                       | Partito Socialista Democratico Italiano | 7 152   | 6,57  |  |  |  |  |  |
|                                                                                | Andrea Rosso                        | Movimento Sociale Italiano              | 3 545   | 3,26  |  |  |  |  |  |
|                                                                                | Guido Giolitti                      | Partito Radicale                        | 2 468   | 2,27  |  |  |  |  |  |
|                                                                                | Giuseppe Della Gatta                | Democrazia Proletaria                   | 1 392   | 1,28  |  |  |  |  |  |
|                                                                                | Antonio Bodrero                     | Lista per Trieste                       | 551     | 0,51  |  |  |  |  |  |
| Totale                                                                         | Totale                              | Totale                                  | 108 898 | 100   |  |  |  |  |  |
|                                                                                |                                     |                                         |         |       |  |  |  |  |  |
| Voti non validi                                                                | Voti non validi                     | Voti non validi                         | 12 421  | 10,24 |  |  |  |  |  |
| Votanti                                                                        | Votanti                             | Votanti                                 | 121 319 | 93,09 |  |  |  |  |  |
| Elettori                                                                       | Elettori                            | Elettori                                | 130 329 |       |  |  |  |  |  |
|                                                                                |                                     |                                         |         |       |  |  |  |  |  |
| Nota: quorum del 65% non raggiunto; ripartizione dei seggi a livello regionale |                                     |                                         |         |       |  |  |  |  |  |
| Data: 26 giugno 1983                                                           |                                     |                                         |         |       |  |  |  |  |  |
| Fonte: Ministero dell'interno                                                  |                                     |                                         |         |       |  |  |  |  |  |

#### X legislatura
|                                                                                | Carlo Donat-Cattin ✔️ Eletto | Democrazia Cristiana                    | 48 679  | 42,60 |  |  |  |  |  |
|                                                                                | G. Scagliola                 | Partito Comunista Italiano              | 15 407  | 13,48 |  |  |  |  |  |
|                                                                                | L. Frea                      | Partito Socialista Italiano             | 12 909  | 11,30 |  |  |  |  |  |
|                                                                                | L. Grande                    | Partito Repubblicano Italiano           | 8 563   | 7,49  |  |  |  |  |  |
|                                                                                | Gian Maria Dalmasso          | Partito Liberale Italiano               | 7 012   | 6,14  |  |  |  |  |  |
|                                                                                | A. Riccardo                  | Partito Socialista Democratico Italiano | 4 126   | 3,61  |  |  |  |  |  |
|                                                                                | O. Molinaris                 | Movimento Sociale Italiano              | 3 941   | 3,45  |  |  |  |  |  |
|                                                                                | E. Scarsi                    | Lista Verde                             | 3 327   | 2,91  |  |  |  |  |  |
|                                                                                | C. Sismondi                  | Partito Radicale                        | 3 171   | 2,77  |  |  |  |  |  |
|                                                                                | G. Settimo                   | Piemont Autonomia Regionale             | 2 818   | 2,47  |  |  |  |  |  |
|                                                                                | Toni Bodrero                 | Piemont                                 | 1 627   | 1,42  |  |  |  |  |  |
|                                                                                | D. Gardiol                   | Democrazia Proletaria                   | 1 327   | 1,16  |  |  |  |  |  |
|                                                                                | A. Facchinetti               | Liga Veneta - Pensionati Uniti          | 829     | 0,73  |  |  |  |  |  |
|                                                                                | G. Roggero                   | Movimento di Liberazione Fiscale        | 407     | 0,36  |  |  |  |  |  |
|                                                                                | A. Loro                      | Alleanza Popolare Pensionati            | 133     | 0,12  |  |  |  |  |  |
| Totale                                                                         | Totale                       | Totale                                  | 114 276 | 100   |  |  |  |  |  |
|                                                                                |                              |                                         |         |       |  |  |  |  |  |
| Voti non validi                                                                | Voti non validi              | Voti non validi                         | 10 223  | 8,21  |  |  |  |  |  |
| Votanti                                                                        | Votanti                      | Votanti                                 | 124 499 | 92,86 |  |  |  |  |  |
| Elettori                                                                       | Elettori                     | Elettori                                | 134 065 |       |  |  |  |  |  |
|                                                                                |                              |                                         |         |       |  |  |  |  |  |
| Nota: quorum del 65% non raggiunto; ripartizione dei seggi a livello regionale |                              |                                         |         |       |  |  |  |  |  |
| Data: 14 giugno 1987                                                           |                              |                                         |         |       |  |  |  |  |  |
| Fonte: Ministero dell'interno                                                  |                              |                                         |         |       |  |  |  |  |  |

#### XI legislatura
|                                                                                | Gabriele De Rosa ✔️ Eletto  | Democrazia Cristiana                    | 31 565  | 26,67 |  |  |  |  |  |
|                                                                                | Massimo Scaglione ✔️ Eletto | Lega Nord                               | 20 201  | 17,07 |  |  |  |  |  |
|                                                                                | Sergio Soave                | Partito Democratico della Sinistra      | 12 674  | 10,71 |  |  |  |  |  |
|                                                                                | Giacomo Paire               | Partito Liberale Italiano               | 11 966  | 10,11 |  |  |  |  |  |
|                                                                                | Lorenzo Frea                | Partito Socialista Italiano             | 11 044  | 9,33  |  |  |  |  |  |
|                                                                                | Lorenzo Boretto             | Partito Repubblicano Italiano           | 7 758   | 6,55  |  |  |  |  |  |
|                                                                                | Giuseppe Giordano           | Lega Alpina Piemont                     | 4 557   | 3,85  |  |  |  |  |  |
|                                                                                | Michele Destefanis          | Federazione dei Verdi                   | 3 437   | 2,90  |  |  |  |  |  |
|                                                                                | Sergio Dalmasso             | Partito della Rifondazione Comunista    | 3 410   | 2,88  |  |  |  |  |  |
|                                                                                | Sergio Pinci                | Movimento Sociale Italiano              | 2 932   | 2,48  |  |  |  |  |  |
|                                                                                | Antonio Landrò              | La Lega Casalinghe-Pensionati           | 2 254   | 1,90  |  |  |  |  |  |
|                                                                                | Pio Golinelli               | Partito Pensionati                      | 1 965   | 1,66  |  |  |  |  |  |
|                                                                                | Sauro Giacomo Carlo Toppia  | Partito Socialista Democratico Italiano | 1 923   | 1,62  |  |  |  |  |  |
|                                                                                | Fulvio Gianaria             | Sì Referendum                           | 1 138   | 0,96  |  |  |  |  |  |
|                                                                                | Gian Luigi Marianini        | Verdi Verdi                             | 808     | 0,68  |  |  |  |  |  |
|                                                                                | Francesco Borgogno          | Federalismo - Pensionati Uomini Vivi    | 726     | 0,61  |  |  |  |  |  |
| Totale                                                                         | Totale                      | Totale                                  | 118 358 | 100   |  |  |  |  |  |
|                                                                                |                             |                                         |         |       |  |  |  |  |  |
| Voti non validi                                                                | Voti non validi             | Voti non validi                         | 9 665   | 7,55  |  |  |  |  |  |
| Votanti                                                                        | Votanti                     | Votanti                                 | 128 023 | 90,95 |  |  |  |  |  |
| Elettori                                                                       | Elettori                    | Elettori                                | 140 765 |       |  |  |  |  |  |
|                                                                                |                             |                                         |         |       |  |  |  |  |  |
| Nota: quorum del 65% non raggiunto; ripartizione dei seggi a livello regionale |                             |                                         |         |       |  |  |  |  |  |
| Data: 5 aprile 1992                                                            |                             |                                         |         |       |  |  |  |  |  |
| Fonte: Ministero dell'interno                                                  |                             |                                         |         |       |  |  |  |  |  |

## 1993-2005

### Territorio
Il collegio di Alba era uno dei 17 collegi uninominali in cui era suddiviso il Piemonte; come previsto dal D.Lgs. del 20 dicembre 1993 n. 535, e comprendeva i seguenti comuni: Alba, Albaretto della Torre, Alto, Arguello, Bagnasco, Baldissero d'Alba, Barbaresco, Barolo, Bastia Mondovì, Battifollo, Belvedere Langhe, Bene Vagienna, Benevello, Bergolo, Bonvicino, Borgomale, Bosia, Bossolasco, Bra, Briaglia, Camerana, Camo, Canale, Caprauna, Carrù, Castagnito, Castelletto Uzzone, Castellinaldo d'Alba, Castellino Tanaro, Castelnuovo di Ceva, Castiglione Falletto, Castiglione Tinella, Castino, Ceresole d'Alba, Cerreto Langhe, Cervere, Ceva, Cherasco, Cigliè, Cissone, Clavesana, Corneliano d'Alba, Cortemilia, Cossano Belbo, Cravanzana, Diano d'Alba, Dogliani, Farigliano, Feisoglio, Fossano, Frabosa Soprana, Frabosa Sottana, Garessio, Gorzegno, Gottasecca, Govone, Grinzane Cavour, Guarene, Igliano, La Morra, Lequio Berria, Lesegno, Levice, Lisio, Magliano Alfieri, Magliano Alpi, Mango, Margarita, Marsaglia, Mombarcaro, Mombasiglio, Monastero di Vasco, Monasterolo Casotto, Monchiero, Mondovì, Monesiglio, Monforte d'Alba, Montà, Montaldo di Mondovì, Montaldo Roero, Montelupo Albese, Monteu Roero, Montezemolo, Monticello d'Alba, Morozzo, Murazzano, Narzole, Neive, Neviglie, Niella Belbo, Niella Tanaro, Novello, Nucetto, Ormea, Pamparato, Paroldo, Perletto, Perlo, Pezzolo Valle Uzzone, Pianfei, Piobesi d'Alba, Piozzo, Pocapaglia, Priero, Priocca, Prunetto, Roascio, Roburent, Rocca Cigliè, Rocca de' Baldi, Roccaforte Mondovì, Rocchetta Belbo, Roddi, Roddino, Rodello, Sale delle Langhe, Sale San Giovanni, San Benedetto Belbo, San Michele Mondovì, Sanfrè, Santa Vittoria d'Alba, Sant'Albano Stura, Santo Stefano Belbo, Santo Stefano Roero, Scagnello, Serralunga d'Alba, Serravalle Langhe, Sinio, Somano, Sommariva del Bosco, Sommariva Perno, Torre Bormida, Torre Mondovì, Torresina, Treiso Trezzo Tinella, Trinità, Verduno, Vezza d'Alba, Vicoforte, Villanova Mondovì e Viola.

### Eletti
| Elezione | Elezione                    | Senatore         | Partito                   |
| -------- | --------------------------- | ---------------- | ------------------------- |
|          | 1994                        | Luciano Lorenzi  | Polo delle Libertà (LN)   |
|          | 1996                        | Tomaso Zanoletti | Polo per le Libertà (CDU) |
| 2001     | La Casa delle Libertà (CCD) | Tomaso Zanoletti |                           |

### Dati elettorali

#### XII legislatura
|                               | Luciano Lorenzi ✔️ Eletto  | Polo delle Libertà   | 65 004  | 38,66 |  |  |  |  |  |
|                               | Tomaso Zanoletti ✔️ Eletto | Patto per l'Italia   | 45 338  | 26,96 |  |  |  |  |  |
|                               | Leopoldo Foglino           | Progressisti         | 27 138  | 16,14 |  |  |  |  |  |
|                               | Renzo Civardi              | Alleanza Nazionale   | 8 217   | 4,89  |  |  |  |  |  |
|                               | Carlo Marenda              | Lista Pannella       | 6 750   | 4,01  |  |  |  |  |  |
|                               | Pio Golinelli              | Partito Pensionati   | 6 512   | 3,87  |  |  |  |  |  |
|                               | Carlo Lovera               | Lega per il Piemonte | 5 617   | 3,34  |  |  |  |  |  |
|                               | Adriano Moretti            | Verdi Verdi          | 3 570   | 2,12  |  |  |  |  |  |
| Totale                        | Totale                     | Totale               | 168 146 | 100   |  |  |  |  |  |
|                               |                            |                      |         |       |  |  |  |  |  |
| Voti non validi               | Voti non validi            | Voti non validi      | 16 540  | 8,96  |  |  |  |  |  |
| Votanti                       | Votanti                    | Votanti              | 184 686 | 89,24 |  |  |  |  |  |
| Elettori                      | Elettori                   | Elettori             | 206 953 |       |  |  |  |  |  |
|                               |                            |                      |         |       |  |  |  |  |  |
| Data: 27-28 marzo 1994        |                            |                      |         |       |  |  |  |  |  |
| Fonte: Ministero dell'interno |                            |                      |         |       |  |  |  |  |  |

#### XIII legislatura
|                               | Tomaso Zanoletti ✔️ Eletto | Polo per le Libertà     | 57 745  | 34,72 |  |  |  |  |  |
|                               | Luciano Lorenzi ✔️ Eletto  | Lega Nord               | 51 581  | 31,01 |  |  |  |  |  |
|                               | Cesare Sartori             | L'Ulivo                 | 48 400  | 29,10 |  |  |  |  |  |
|                               | Dante Cordero              | Partito Pensionati      | 3 436   | 2,07  |  |  |  |  |  |
|                               | Adriano Moretti            | Verdi Verdi             | 2 900   | 1,74  |  |  |  |  |  |
|                               | Roberto Tealdo             | Piemonte Nazione Europa | 1 549   | 0,93  |  |  |  |  |  |
|                               | Salvatore Giordano         | Partito Socialista      | 717     | 0,43  |  |  |  |  |  |
| Totale                        | Totale                     | Totale                  | 166 328 | 100   |  |  |  |  |  |
|                               |                            |                         |         |       |  |  |  |  |  |
| Voti non validi               | Voti non validi            | Voti non validi         | 14 042  | 7,79  |  |  |  |  |  |
| Votanti                       | Votanti                    | Votanti                 | 180 370 | 85,81 |  |  |  |  |  |
| Elettori                      | Elettori                   | Elettori                | 210 197 |       |  |  |  |  |  |
|                               |                            |                         |         |       |  |  |  |  |  |
| Data: 21 aprile 1996          |                            |                         |         |       |  |  |  |  |  |
| Fonte: Ministero dell'interno |                            |                         |         |       |  |  |  |  |  |

#### XIV legislatura
|                               | Tomaso Zanoletti ✔️ Eletto | Casa delle Libertà                   | 78 732  | 46,68 |  |  |  |  |  |
|                               | Francesco Rocca            | L'Ulivo                              | 53 677  | 31,83 |  |  |  |  |  |
|                               | Marco Botto                | Democrazia Europea                   | 9 412   | 5,58  |  |  |  |  |  |
|                               | Roberto Bosio              | Lista Di Pietro                      | 8 075   | 4,79  |  |  |  |  |  |
|                               | Osvaldo Torrengo           | Va' Pensiero Padania                 | 5 346   | 3,17  |  |  |  |  |  |
|                               | Rosanna Degiovanni         | Lista Pannella-Bonino                | 5 063   | 3,00  |  |  |  |  |  |
|                               | Michele Bertolino          | Partito della Rifondazione Comunista | 4 673   | 2,77  |  |  |  |  |  |
|                               | Arnaldo Zonato             | Verdi Verdi                          | 2 021   | 1,20  |  |  |  |  |  |
|                               | Glauco Mo                  | Fiamma Tricolore                     | 1 650   | 0,98  |  |  |  |  |  |
| Totale                        | Totale                     | Totale                               | 168 649 | 100   |  |  |  |  |  |
|                               |                            |                                      |         |       |  |  |  |  |  |
| Voti non validi               | Voti non validi            | Voti non validi                      | 13 471  | 7,40  |  |  |  |  |  |
| Votanti                       | Votanti                    | Votanti                              | 182 120 | 84,57 |  |  |  |  |  |
| Elettori                      | Elettori                   | Elettori                             | 215 356 |       |  |  |  |  |  |
|                               |                            |                                      |         |       |  |  |  |  |  |
| Data: 13 maggio 2001          |                            |                                      |         |       |  |  |  |  |  |
| Fonte: Ministero dell'interno |                            |                                      |         |       |  |  |  |  |  |